# 天津市人民政府参事室
天津市人民政府参事室是中华人民共和国天津市人民政府组织天津市人民政府参事围绕天津市委和天津市人民政府的中心工作以及人民群众关心的热点难点问题进行调查研究，向天津市人民政府提出意见和建议的工作机构。参事的基本职责是：参政议政、建言献策、咨询国是、民主监督、统战联谊。目前，天津市人民政府参事室和天津市文史研究馆合署办公，实行两块牌子，一套班子。